# Trampoline (canção de Kero Kero Bonito)
"Trampoline" é uma canção da banda de indie pop britânica Kero Kero Bonito, sendo o quarto single de seu primeiro álbum de estúdio, Bonito Generation (2016). É uma música synth-pop e bubblegum pop com elementos de hip hop, video game music, J-pop e Eurotrance.

## Lançamento
A música foi lançada em 26 de setembro de 2016. O remix de Saint Etienne foi lançado como parte do EP Bonito Retakes (Remixes) em 30 de maio de 2017.

## Composição
"Trampoline" foi descrito como uma música synth-pop e bubblegum pop, que mistura hip hop, video game music, J-pop e Eurotrance com "letras encantadoras" e "raps patetas".

## Vídeo musical
O vídeo oficial da música foi lançado em 25 de outubro de 2016 e enviado para o YouTube. Foi dirigido por Theo Davies (que também dirigiu o vídeo da música da banda "Lipslap"). O vídeo "começa em um mundo cinza até que [os membros da banda] descobrem um trampolim interdimensional que os leva a um universo alternativo espalhado por confetes".

## Recepção crítica
De acordo com Luke McCormick, do The Fader, "A faixa de synth pop doce e despreocupada é sobre se levantar depois de cair". Will Gottsegen do site elogiou mais tarde o colapso da palavra falada da música, comparando-a a uma "receita filosófica para a felicidade". Leah Levinson, do Tiny Mix Tapes, chamou o single de "um hino maliciosamente irônico que cai em algum lugar entre um hit otimista de Calvin Harris e uma lição de Yo Gabba Gabba! sobre tentar o nosso melhor". Ela elogiou as letras absurdas da música, estilo de produção e sensibilidade pop.

## Faixas e formatos
Download digital e streaming
1. "Trampoline" – 4:03

## Histórico de lançamento
| Região      | Data                   | Formato(s)       | Gravadora         |
| ----------- | ---------------------- | ---------------- | ----------------- |
| Reino Unido | 26 de setembro de 2016 | Download digital | Double Denim Sony |